# مجموعه پناهگاه وره زرد
مجموعه پناهگاه وره زرد مربوط به اوایل دوره نوسنگی است و در شهرستان خرم‌آباد، پل دختر، روستای کمرزرد واقع شده و این اثر در تاریخ ۸ مرداد ۱۳۸۱ با شمارهٔ ثبت ۵۹۷۰ به‌عنوان یکی از آثار ملی ایران به ثبت رسیده است.